# Ludwig Streicher
Ludwig Streicher (Bécs, 1920. június 26. – Bécs, 2003. március 11.) osztrák nagybőgőművész és zenetanár. Legendás virtuozitását számtalan felvétel bizonyítja. Nagybőgőiskolája a valaha volt legnagyobb példányszámban eladott nagybőgőiskola, tanítványai közül számtalan kitűnő zenekari és szóló zenészt ismerhetünk (pl. Járdányi Gergely).

## Élete
Édesapja, Franz Xaver Streicher zenetanár, karnagy és vendéglős volt az alsó-ausztriai Ziersdorfban. Édesanyja Katharina Streicher. Apja barátja, Otto Krumpöck (Wiener Staatsoper) tanácsára kezdett nagybőgőzni 14 évesen. 1934–ben beiratkozott a Bécsi Zeneakadémiára (Akademie für Musik in Wien), ahol Johann Krump és Karl Schreinzer tanítványa lett. 1938-ban játszott először, kisegítőként a Bécsi Operaház zenekarában. 1940-ben diplomázott kitüntetéssel, majd bécsi próbajátékon vett részt, ahol fiatal zenészeket kerestek a krakkói zenekar számára. Szeptember 1-jétől a krakkói színház szólónagybőgőse volt, valamint csellóórákat vett Pablo Casals növendékétől, Mikulskytól. 1942–43-ban, két év csellótanulás után már szólócsellistaként is részt vett a színház előadásain.
1944-ben behívták katonának, rövidesen szovjet hadifogságba esett. 1945-ben teljesen felkészületlenül, saját hangszer nélkül nyert próbajátékot a Bécsi Operaház zenekaránál. A következő évben tagja lett a Wiener Philharmonikernek is. 1954-ben szólamvezető nagybőgős, 1958-ban a Wiener Hofmusikkapelle együttesének tagja lett.
1962-ben professzori elnevezés viselésének jogát kapta az osztrák államelnöktől. 1966-ban egykori egyeteme tanára lett és elindult szólókarrierje. 1967-ben jelent meg első szóló lemezfelvétele, Musikalische Raritäten für Kontrabass címmel. 1973-ban befejezte zenekari munkáját. 1976-ban nagy sikerű Bottesini-estet adott a Musikverein Brahms termében. 1998–1999-ben abbahagyta a tanítást. Hosszú betegeskedés után 2003. március 11-én halt meg Bécsben. Sírja a hietzingi temetőben található.